# Haplothysanus ealanus
Haplothysanus ealanus är en mångfotingart som beskrevs av Carl Graf Attems 1938. Haplothysanus ealanus ingår i släktet Haplothysanus och familjen Odontopygidae. Inga underarter finns listade i Catalogue of Life.